# Stazione di Sapporo
La stazione di Sapporo (札幌駅?, Sapporo-eki) è la principale stazione ferroviaria dell'Hokkaidō e serve il capoluogo Sapporo. Dalla stazione partono tutti i treni espressi limitati dell'Hokkaido ed è presente l'interscambio con la metropolitana di Sapporo. Nel complesso della stazione si trova anche la JR Hokkaido Tower, l'edificio più alto dell'isola.

## Storia
La stazione venne aperta nel 1880 come capolinea per la ferrovia Horonai, mentre l'anno successivo l'edificio venne ricostruito più grande per esigenze di traffico. Nel 1908, a seguito dell'incendio dell'anno precedente la stazione venne ricostruita, mentre la versione attuale risale alla ricostruzione del 1951. Nel 1971 si inaugurò la metropolitana di Sapporo, e la galleria commerciale sotterranea che collega la stazione alla zona centrale del parco Ōdori e di Susukino. 
Nel 2003 si è infine completata la realizzazione del centro commerciale annesso alla stazione.

### Progetti futuri
In futuro la stazione sarà raggiunta dalla linea ad alta velocità dell'Hokkaidō Shinkansen, e per questo gli attuali binari 1 e 2 verranno dedicati alla fermata dei treni veloci. Per supplire alla carenza dei binari destinati ai treni locali, ne verranno quindi realizzati di nuovi. Si prevede inoltre di portare il Tram di Sapporo fino alla stazione.

## Linee

### Treni
JR Hokkaido
■ Linea Hakodate
■ Linea Chitose
■ Linea Sasshō

### Metropolitane
Metropolitana di Sapporo
 Linea Namboku
 Linea Tohō

## Struttura
La stazione è stata ricostruita su viadotto nel corso del 1990 e i binari coperti per evitare che le copiose nevicate della città compromettessero il servizio ferroviario. Ai piani superiori ai binari si trovano negozi e diversi servizi, e un parcheggio sul tetto. Sono presenti cinque marciapiedi a isola con dieci binari passanti, oltre a un binario di servizio (l'11) utilizzato in caso di necessità, come per il ricovero notturno dei treni. Nel 2011 è stata completata l'installazione di cinque ascensori, uno per ciascun marciapiede, dalla portata di 11 persone ciascuno, con un costo di 900 milioni di yen coperti dallo stato, dalla prefettura dell'Hokkaido e dalla JR Hokkaido in quote uniformi.
Al piano terra della stazione si trovano vari servizi, come le biglietterie, sia automatiche che a sportello, i tornelli di accesso e diversi negozi e centri commerciali, come il Paseo, Daimaru, la JR Tower e il Sapporo Esta. Al piano interrato si trova il mezzanino di collegamento con la stazione della metropolitana, con la città sotterranea contenente i centri Apia, Sapporo Stellar Place e la JR Tower Square. Nel 2011 le varie aree sotterranee sono state collegate fra di loro, creando un percorso di 1,8 km fino a Susukino.
Il lato nord della stazione presenta un vasto piazzale con un parcheggio sotterraneo a gestione comunale e, ancora a un livello inferiore, una grande vasca per lo smaltimento degli eccessi nevosi.
Di seguito, la disposizione tipica dei binari e le destinazioni principali:
| 2 - 4  | ■Linea Hakodate  | per Kotoni, Teine e Otaru                                |
| 5 - 8  | ■Linea Chitose   | per Shin-Sapporo, Chitose, Chitose Aeroporto e Tomakomai |
| 9 - 10 | ■ Linea Hakodate | per Ebetsu e Iwamizawa                                   |
| 11     | ■ Linea Sasshō   | per Ainosato-Kyōikudai, Tōbetsu e Hokkaidō-Iryōdaigaku   |

### Galleria d'immagini

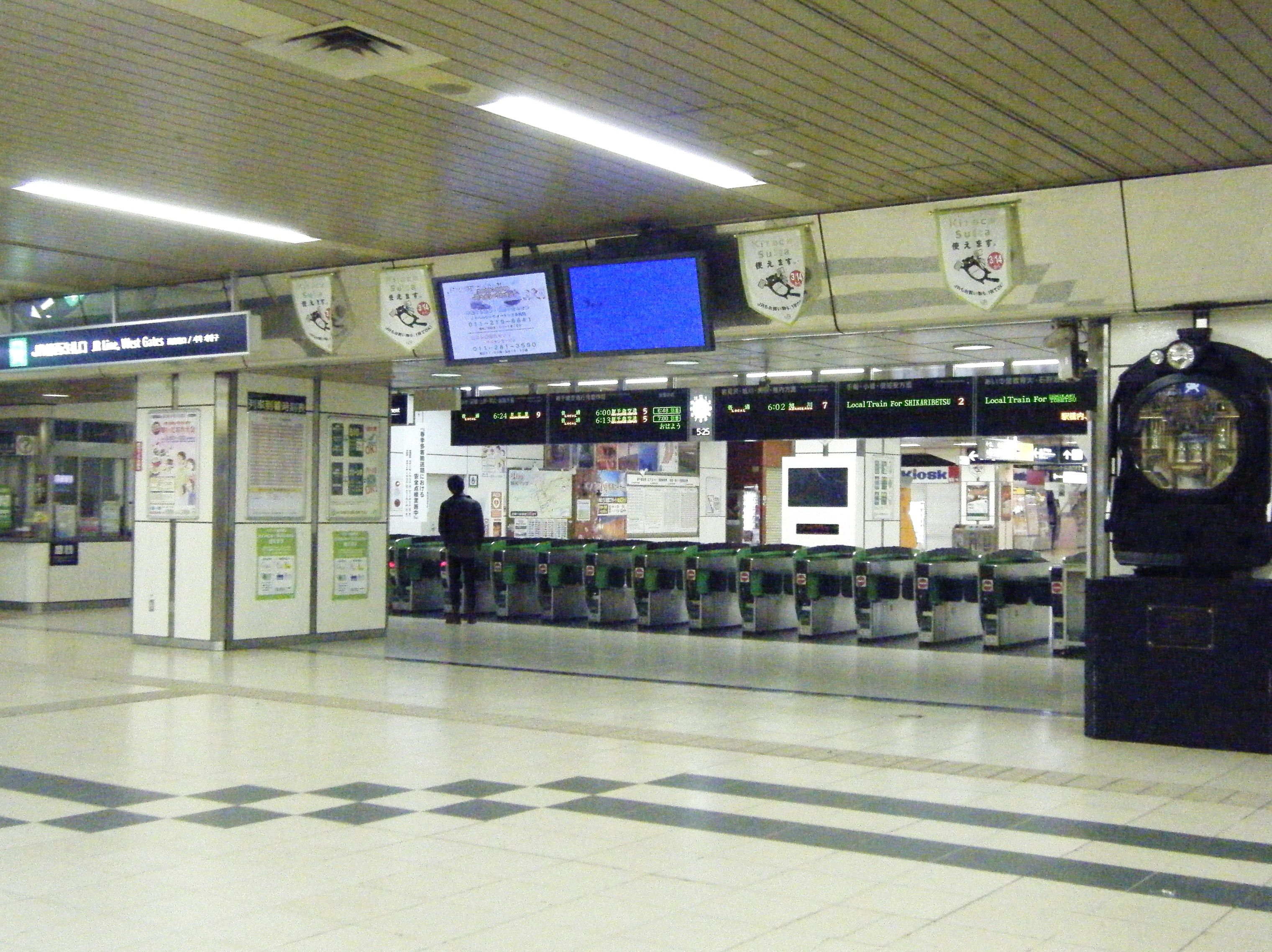
Varchi ovest
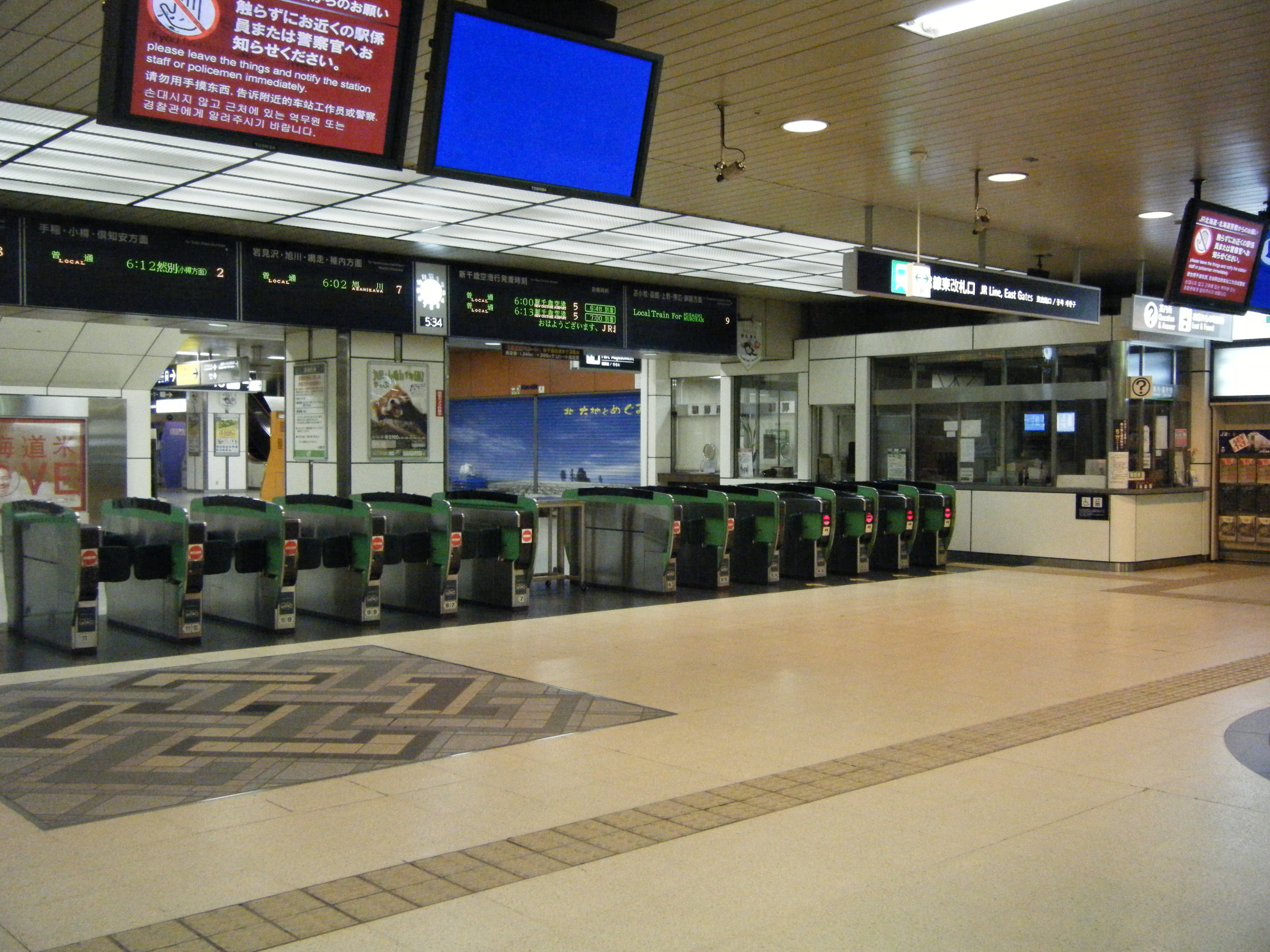
Varchi est
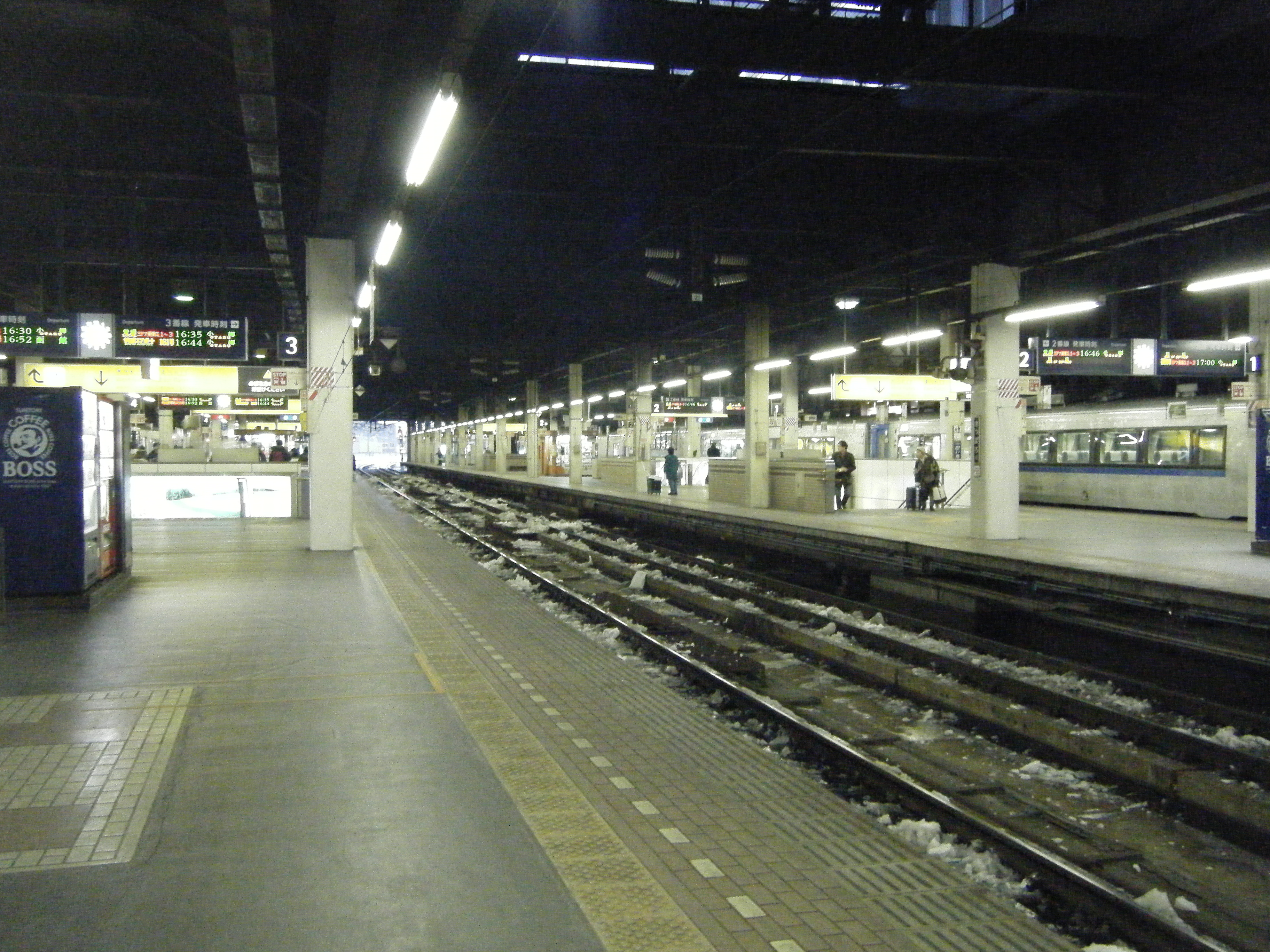
Vista dei binari coperti
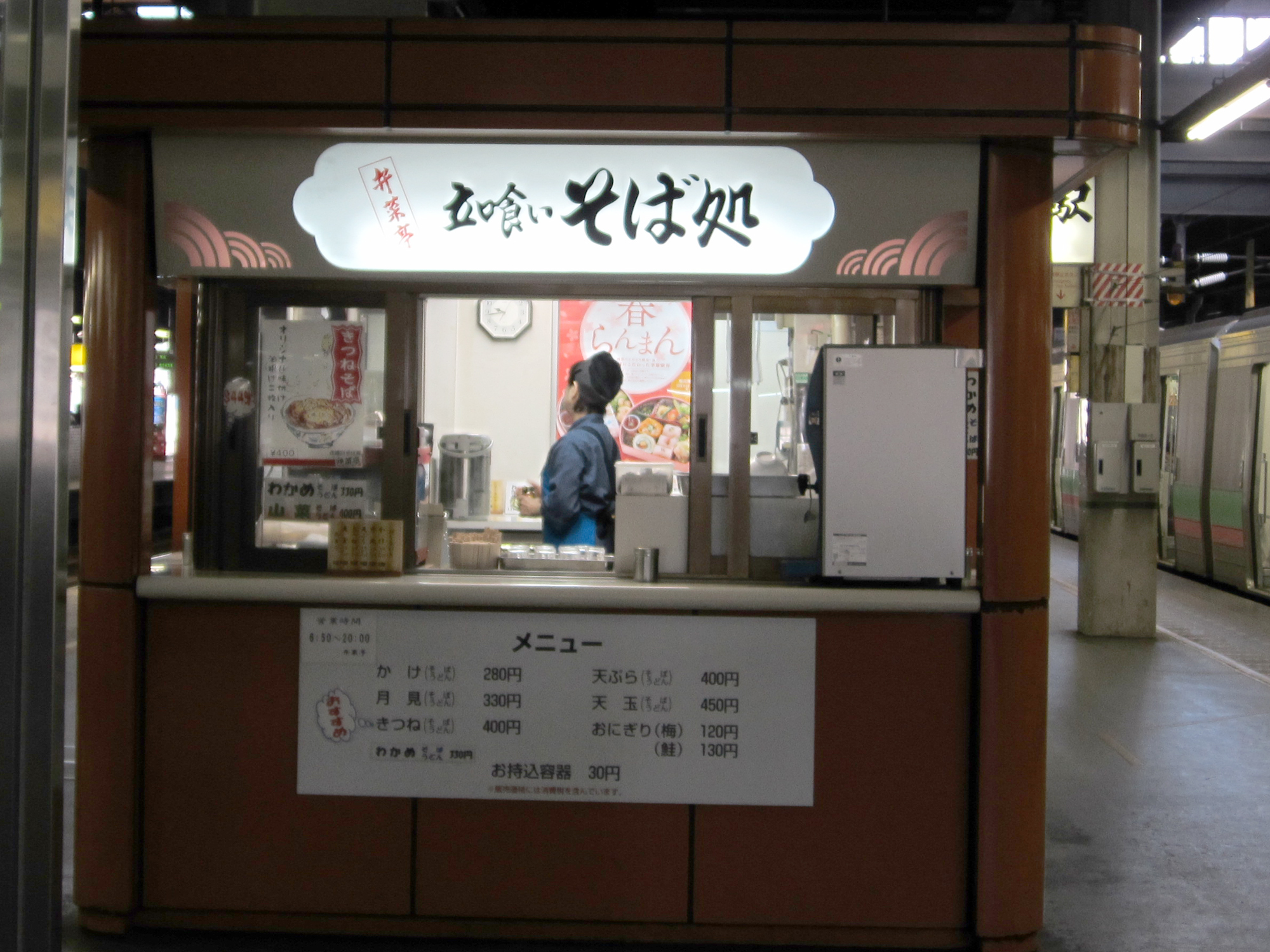
Chiosco dei soba
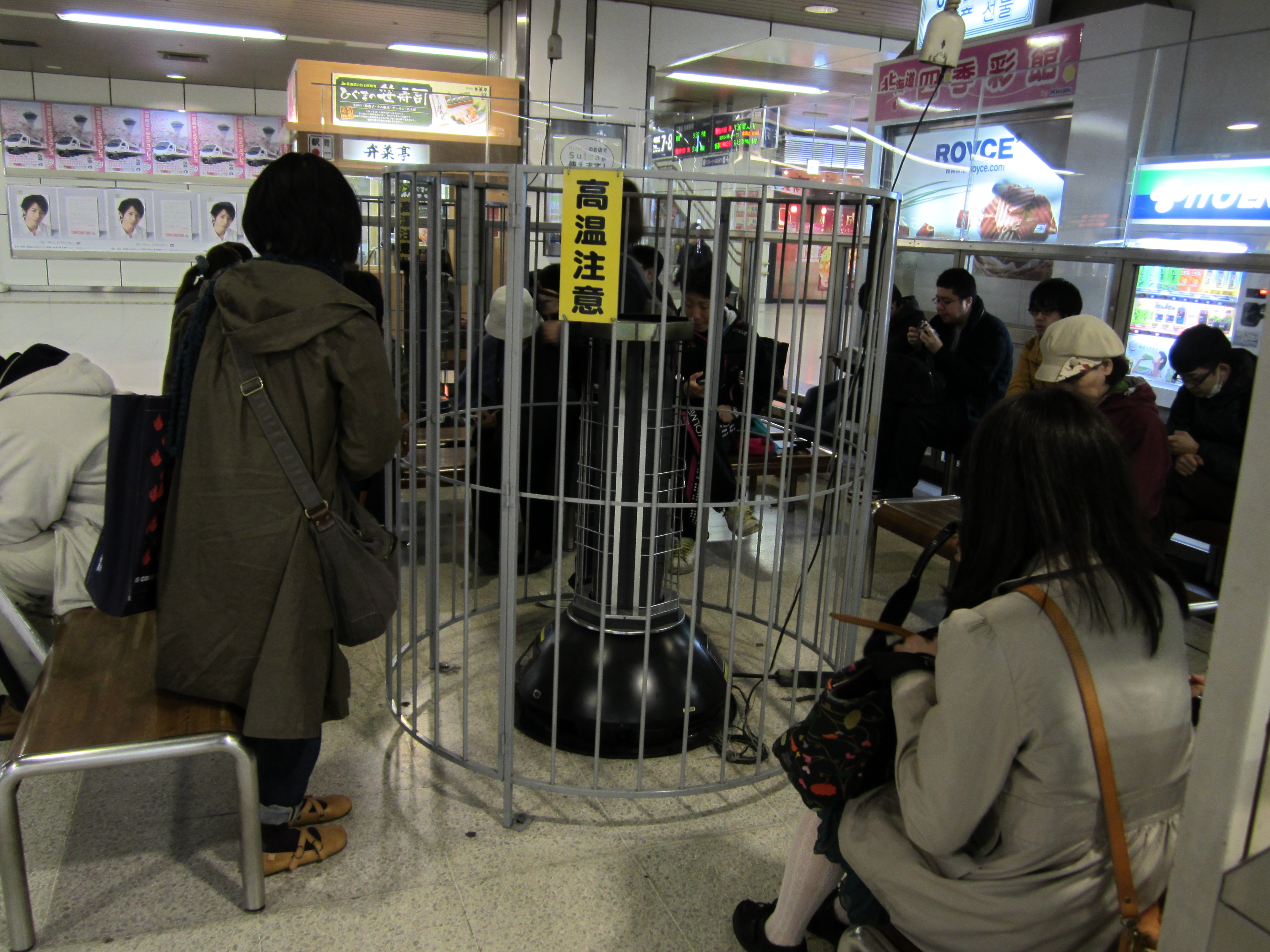
Stufa per il riscaldamento invernale nella sala d'attesa

## Attorno alla stazione
- Stazione della metropolitana di Sapporo
- Bus Terminal
- Strada statale 5 per Hakodate
- Hokkaido Development Bureau building
- Università dell'Hokkaido
- Uffici della polizia dell'Hokkaido
- Ufficio postale centrale
- Sapporo 1 building, (Sapporo Government Office building)
- Sapporo agricultural cooperative association (JA Sapporo), Chuo branch
- Sapporo JR Tower
- Sapporo Stellar Place, shopping mall
- Daimaru, filiale di Sapporo
- Sapporo Cinema Frontier
- Sapporo Esta, shopping center
- Tokyu Department store
- Asty 45, edificio
- PASEO, shopping center
- APIA, shopping center
- Loft Sapporo, negozio
- Hotel New Otani Sapporo
- North Pacific Bank, Kitashichijo branch
- Hokkaido Bank Sapporo-eki branch
- Banca Mizuho, Sapporo branch
- Banca Aozora, Sapporo Branch
- Banca Aomori, Sapporo Branch
- Banca Suruga, Sapporo Branch
- Banca Daishi, Sapporo Branch
- Banca Hidaka shinkin, Sapporo Branch

## Stazioni adiacenti
| «                          | Servizio                 | »                        |
| Linea Hakodate e Chitose   | Linea Hakodate e Chitose | Linea Hakodate e Chitose |
| -------------------------- | ------------------------ | ------------------------ |
| Sōen                       | Locale                   | Naebo                    |
| Kotoni                     | Rapido Ishikari Liner    | Shiroishi                |
| Kotoni                     | Rapido Airport           | Shin-Sapporo             |
| Kotoni                     | Rapido Niseko Liner      | Capolinea                |
| Teine                      | Homeliner                | Capolinea                |
| Linea Gakuentoshi (Sasshō) |                          |                          |
| Sōen                       | Tutti i treni            | Capolinea                |
| Linea Namboku              |                          |                          |
| Kita 12-Jō                 | Tutti i treni            | Ōdōri                    |
| Linea Tōhō                 |                          |                          |
| Kita 13-Jō Higashi         | Tutti i treni            | Ōdōri                    |